# Lista de prefeitos de Poá

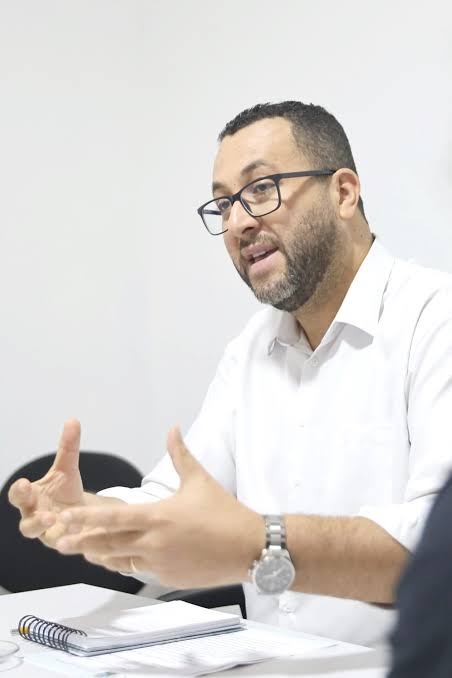
Saulo Souza (PP), atual prefeito de Poá (2025-2028)

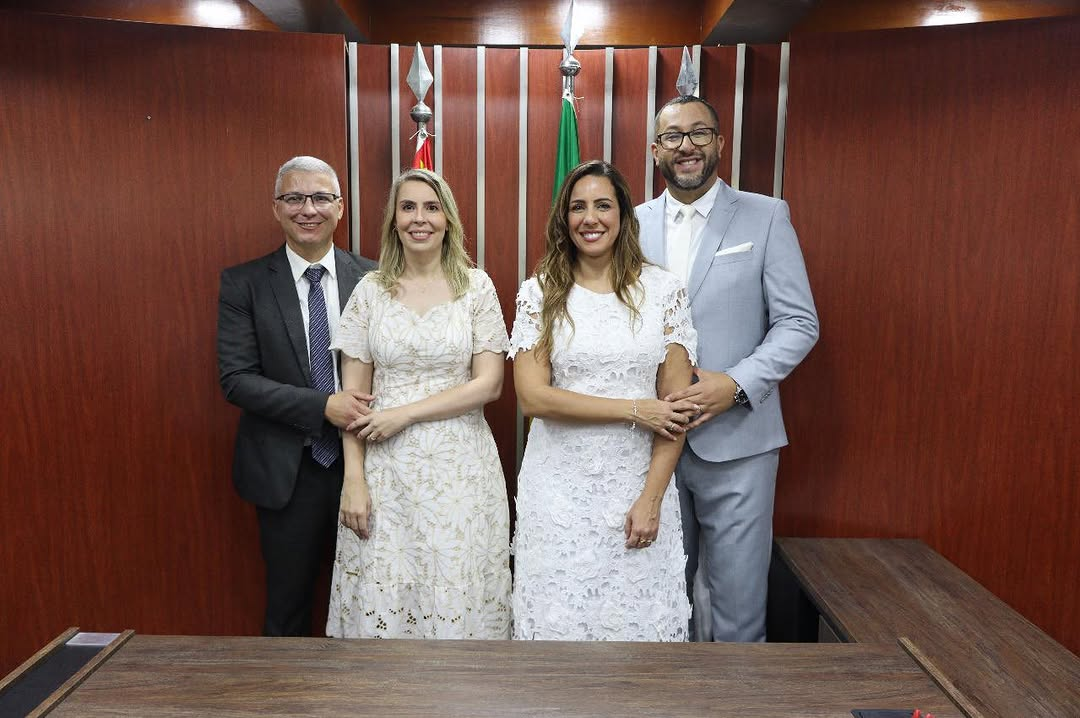
Da esquerda para a direita: Vice-prefeito, Dr. Eliardo Jordão; Segunda-dama, Erika Jordão; Primeira-dama, Flávia Souza; Prefeito, Saulo Souza.

Esta é a lista de prefeitos e vice-prefeitos da Estância Hidromineral de Poá, no estado de São Paulo.
O cargo de prefeito foi criado em 11 de abril de 1835, pela assembleia provincial paulista, em reação aos amplos poderes conferidos pelo Código de Processo Criminal de 1832 às câmaras municipais. Seguiram o exemplo paulista seis províncias do nordeste brasileiro (Alagoas, Ceará, Maranhão, Paraíba, Pernambuco e Sergipe).
Sob a vigente ordem constitucional, essa designação é dada ao funcionário público do Poder Executivo municipal, que exerce seu cargo em função de uma legislatura (mandato), sendo para tanto eleito a cada quatro anos, podendo ser reeleito por mais 4 anos (segundo mandato).
Funções
O poder executivo municipal chefia a administração e comanda os serviços públicos, tendo como comandante o prefeito.
A partir da constituição brasileira de 1934, o cargo de prefeito passou a ser o único, em todo o Brasil, ao qual estão atribuídas as funções de chefe do poder executivo do governo local, em simetria aos chefes dos executivos da União e do estado, portanto, em forma monocrática. Este texto quer dizer que deverá haver harmonia e integração de ação entre as esferas envolvidas sem a intervenção de uma na outra, exceto nos casos previstos na Constituição Federal.
Eleições
O prefeito é eleito por sufrágio universal, secreto, direto, em pleito simultâneo em todo o País, realizado a cada quatro anos, no primeiro domingo de outubro.
E trinta dias após tem lugar o segundo turno, se o eleito em primeiro lugar não atingir 50% dos votos válidos mais um voto, no caso de municípios com mais de duzentos mil eleitores.
Conforme a legislação eleitoral atual no Brasil para tornar-se elegível, exige-se uma série de requisitos;
- Possuir nacionalidade brasileira ou portuguesa (neste caso, o cidadão português deve se encontrar amparado pelo Estatuto de Igualdade entre Portugueses e Brasileiros),
- Título de eleitor em dia e estar em gozo pleno do exercício dos direitos políticos,
- Domicilio eleitoral na circunscrição na qual o candidato se apresenta,
- Filiação partidária,
- Ser alfabetizado (tópico invalidado pela atual constituição brasileira de 1988),
- Desincompatibilização de cargo público — Se ocupa um cargo público deve sair seis meses antes das eleições e voltar caso possa só após seis meses ao pleito eleitoral,
- Renúncia de outro mandado até seis meses antes do pleito e não ser parente afim ou consangüíneo, até segundo grau, ou cônjuge de titular de cargo eletivo; pode, entretanto, ser candidato à reeleição (artigo 14 da Constituição),
- Ter idade mínima de 21 anos.

## Prefeitos da Estância Hidromineral de Poá
| Nº | Nome                                             | Partido                                                             | Vice-prefeito                                                       | Início do mandato      | Fim do mandato         | Observações                                                                                   |
| 1  | José Lourenço Marques da Silva                   | Partido Trabalhista Brasileiro (PTB)                                | —                                                                   | 26 de março de 1949    | 25 de março de 1953    | Prefeito eleito em sufrágio universal                                                         |
| 2  | Guido Guida                                      | União Democrática Nacional (UDN)                                    | Afonso Carlos Fernandes                                             | 26 de março de 1953    | 25 de março de 1957    | Prefeito e vice eleitos em sufrágio universal                                                 |
| 3  | José Lourenço Marques da Silva                   | Partido Trabalhista Brasileiro (PTB)                                | Pedro Esperidião Hoffer                                             | 26 de março de 1957    | 25 de março de 1961    | Prefeito e vice eleitos em sufrágio universal                                                 |
| 4  | Pedro Espiridião Hoffer                          | Partido Trabalhista Nacional (PTN)                                  | Américo Franco                                                      | 26 de março de 1961    | 25 de março de 1965    | Prefeito e vice eleitos em sufrágio universal                                                 |
| 5  | José Lourenço Marques da Silva                   | Partido Trabalhista Brasileiro (PTB)                                | Fernando Rossi                                                      | 26 de março de 1965    | 25 de março de 1969    | Prefeito e vice eleitos em sufrágio universal                                                 |
| 6  | Miguel Rodrigues Comitre                         | Aliança Renovadora Nacional (ARENA)                                 | Benedicto de Jesus                                                  | 26 de março de 1969    | 31 de janeiro de 1973  | Prefeito e vice eleitos em sufrágio universal                                                 |
| 7  | Benedicto de Jesus                               | Aliança Renovadora Nacional (ARENA)                                 | —                                                                   | 2 de fevereiro de 1973 | 25 de março de 1973    | Prefeito interino                                                                             |
| 8  | Idelpides Gomyde                                 | Aliança Renovadora Nacional (ARENA)                                 | —                                                                   | 25 de março de 1973    | 5 de agosto de 1976    | Prefeito nomeado                                                                              |
| 9  | José Massa                                       | Aliança Renovadora Nacional (ARENA)                                 | —                                                                   | 6 de agosto de 1976    | 31 de maio de 1979     | Prefeito nomeado                                                                              |
| 10 | Inácio Padoan                                    | Partido Democrático Social (PDS)                                    | Waldomiro Floretto                                                  | 1º de junho de 1979    | 31 de dezembro de 1982 | Prefeito nomeado                                                                              |
| 11 | Miguel Rodrigues Comitre                         | Partido do Movimento Democrático Brasileiro (PMDB)                  | Amauri Alberto Lopes                                                | 1º de janeiro de 1983  | 31 de dezembro de 1988 | Prefeito e vice eleitos em sufrágio universal                                                 |
| 12 | José Massa                                       | Partido Democrático Social (PDS)                                    | João José Andere                                                    | 1º de janeiro de 1989  | 31 de dezembro de 1992 | Prefeito e vice eleitos em sufrágio universal                                                 |
| 13 | Eduardo Carlos Felippe                           | Partido Democrático Social (PDS)                                    | Vagner Mantarano                                                    | 1º de janeiro de 1993  | 31 de dezembro de 1996 | Prefeito e vice eleitos em sufrágio universal                                                 |
| 14 | Jorge Francisco Correa Allen                     | Partido Social Democrático (PSD)                                    | Carlos Roberto Marques da Silva                                     | 1º de janeiro de 1997  | 16 de junho de 1998    | Prefeito e vice eleitos em sufrágio universal cujo titular faleceu durante o mandato          |
| 15 | Carlos Roberto Marques da Silva                  | Partido Trabalhista Brasileiro (PTB)                                | —                                                                   | 17 de junho de 1998    | 31 de dezembro de 2000 | Vice-prefeito eleito no cargo de Prefeito                                                     |
| 16 | Eduardo Carlos Felippe                           | Partido Social Democrático (PSD)                                    | Elias El Ghossain                                                   | 1º de janeiro de 2001  | 31 de dezembro de 2004 | Prefeito e vice eleitos em sufrágio universal                                                 |
| 17 | Carlos Roberto Marques da Silva                  | Partido Trabalhista Brasileiro (PTB)                                | Eduardo Batista Reis, Edu do Posto                                  | 1º de janeiro de 2005  | 31 de dezembro de 2008 | Prefeito e vice eleitos em sufrágio universal                                                 |
| 18 | Francisco Pereira de Sousa, Testinha             | Partido Democrático Trabalhista (PDT)                               | Marcos Antônio Andrade Borges, Marcos da Gráfica (PPS)              | 1º de janeiro de 2009  | 31 de dezembro de 2012 | Prefeito e vice eleitos em sufrágio universal                                                 |
| 18 | Francisco Pereira de Sousa, Testinha             | Solidariedade (SD)                                                  | Marcos Antônio Andrade Borges, Marcos da Gráfica (PPS)              | 1º de janeiro de 2013  | 29 de setembro de 2014 | Prefeito e vice eleitos em sufrágio universal cujo titular fora cassado pela Câmara Municipal |
| 19 | Marcos Antônio Andrade Borges, Marcos da Gráfica | Partido Popular Socialista (PPS)                                    | —                                                                   | 29 de setembro de 2014 | 31 de dezembro de 2016 | Vice-prefeito eleito no cargo de Prefeito                                                     |
| 20 | Giancarlo Lopes da Silva, Gian Lopes             | Partido da República (PR) Partido Liberal (PL)                      | Marcos Ribeiro da Costa, Marquinhos da Indaiá (PDT)                 | 1º de janeiro de 2017  | 31 de dezembro de 2020 | Prefeito e vice eleitos em sufrágio universal                                                 |
| 21 | Marcia Teixeira Bin de Sousa, Marcia Bin         | Partido da Social Democracia Brasileira (PSDB) União Brasil (UNIÃO) | Geraldo Pereira de Oliveira, Geraldo Oliveira (Solidariedade) (PSB) | 1º de janeiro de 2021  | 31 de dezembro de 2024 | Prefeita e vice eleitos em sufrágio universal                                                 |
| 22 | Saulo de Oliveira Souza                          | Progressistas (PP)                                                  | Eliardo Amoroso Jordão (PP)                                         | 1º de janeiro de 2025  | Atual                  | Prefeito e vice eleitos em sufrágio universal                                                 |